# دین در دوران ساسانی
دین در دوران ساسانی به رویدادهای مربوط به دین در دوران شاهنشاهی ساسانی از سال ۲۲۴ تا ۶۵۱ میلادی اشاره دارد. به‌طور کلی تا عهد خسرو انوشیروان تاریخ ساسانیان عبارت بود از سعی در تقویت آیین ملی به منظور مبارزه با مذاهب تفرقه‌انگیز غیر ملی، یا تسامح در مقابل اینگونه مذاهب به قصد مقاومت در برابر نفوذ طبقه‌ای که آیین ملی در دست آن‌ها وسیله‌ای می‌شد برای کسب قدرت و اعمال نفوذ در امور حکومت. در بین کسانی که مشرب تسامح را در مسائل دینی جهت جلوگیری از قدرت گرفتن موبدان بکار بردند، می‌توان از یزدگرد یکم و قباد یکم نام برد. شاپور دوم و خسرو انوشیروان کسانی بودند که در جهت تأمین وحدت کشور و به قصد مبارزه با عوامل مخالف، آیین زرتشت را با قدرت و شدت ترویج کردند. در عصر نخستین شاهنشاهان ساسانی دو گرایش دینی عمده، وجود داشت که هر یک از آن‌ها می‌کوشید به آیین رسمی دستگاه دولتی تبدیل شود. نمایندگان این دو گرایش دینی، مانی و کرتیر بودند. شاهنشاهی به مقتضای وحدت سیاسی به دین رسمی واحدی نیاز داشت. آیین مانی از آنجا که عناصر اصلی ادیان بزرگ را در خود فراهم داشت جلب نظر می‌کرد. دین زرتشتی نیز که توانسته بود خود را با سنت‌ها و معتقدات آریایی سازگاری بخشد، زمینهٔ بسیار مساعدی داشت. سرانجام در کشمکش میان این دو گرایش دینی، کرتیر پیروز شد و توانست قدرت سیاسی شگرف شاهنشاهی را پشتیبان خود سازد.

## دین در دوران اشکانی
با آنکه برخی از پادشاهان شاهنشاهی اشکانی ظاهراً به آیین زرتشت علاقه نشان می‌دادند، اما هیچ اصراری به تعیین و تحمیل یک دین رسمی بر تمام اقوام تابع نشان ندادند. در قلمروی آنها، هم آیین کهن آریایی رایج بود هم مزدیسنا هم آیین بودایی و مسیحی که هر کدام بی‌هیچ محدودیتی اعتقاد خود را ترویج می‌کردند، هم یهودیان و هم یونانی بی‌هیچ اشکالی مناسک دینی خود را به جا می‌آوردند.

## پیدایش دین رسمی

### نقش کرتیر
در عصر نخستین شاهنشاهان ساسانی دو گرایش دینی عمده، وجود داشت که هر یک از آنها می‌کوشید به آیین رسمی دستگاه دولتی تبدیل شود. نمایندگان این دو گرایش دینی، مانی و کرتیر بودند. شاهنشاهی به مقتضای وحدت سیاسی به دین رسمی واحدی نیاز داشت. آیین مانی از آنجا که عناصر اصلی ادیان بزرگ را در خود فراهم داشت جلب نظر می‌کرد. دین زرتشتی نیز که توانسته بود خود را با سنت‌ها و معتقدات آریایی سازگاری بخشد، زمینهٔ بسیار مساعدی داشت. سرانجام در کشمکش میان این دو گرایش دینی، کرتیر پیروز شد و توانست آیین زرتشت را به عنوان یگانه دین رسمی شاهنشاهی ساسانی به کرسی بنشاند و قدرت سیاسی شگرف شاهنشاهی را پشتیبان خود سازد.
شاهنشاهان ساسانی در آغاز اعلام دین زرتشت به عنوان دین رسمی خویش، آتشکده‌های زرتشتی را چون تکیه‌گاهی پایدار جهت فرمانروایی خود یافتند ولی برای پیروزی و شکوهمندی واقعی آئین زرتشت در سراسر کشور مبارزه و پیکار ضرورت یافت. این مبارزه با شدت و خشونتی تمام صورت گرفت. انهدام نفوذ دین یهود، مسیحیت، بودایی، برهمائیگری، و مندائیگری و نیز از میان برداشتن ارتداد در آئین زرتشت و پایان دادن به نهضت مانی و مانویان در ایران ضرور می‌نمود. از این رو پس از مرگ شاپور یکم، زمانی که نفوذ کرتیر بر شاهنشاه فزونی گرفت و ریاست مذهبی سراسر کشور را برعهده گرفت، پیگرد مانویان و فشار بر آنان در ایران آغاز شد. کشته شدن مانی در سال ۲۷۶ میلادی در زمان پادشاهی بهرام یکم بود. کرتیر نه تنها در پیدایش دین رسمی ایران بلکه در کار سیاست داخلی کشور نیز دارای اهمیت قاطعی بوده است. کرتیر متن‌های مذهبی را در روزگار شاهنشاهی بهرام دوم تنظیم کرد و برای نخستین بار اوستا را به صورت مجموعهٔ احکام دینی درآورد. پس از قیام نرسی جانشین بهرام دوم علیه کرتیر، از این چهرهٔ پرنفوذ روحانی در هیچ‌یک از آثار مذهبی پس از وی و در هیچ‌یک از نوشته‌های تاریخی و در هیچ روایتی سخن نیامده است.

### نقش آذرباد مهراسپندان
موبد موبدان دورهٔ شاپور دوم بود. خرده‌اوستا که قسمتی از مجموعهٔ اوستاست و شامل دعاها و سرودهای کوتاه آیینی زرتشتیان می‌شود را نیز آذرباد مهراسپندان تدوین کرده است. گفته‌اند برای اثبات حقانیت دین زردشت در مقابل مبلغان مسیحی که کنستانتین یکم پادشاه روم به مرزهای ایران فرستاده بود حاضر شد که ۹ من روی گداخته، بر سینهٔ وی ریزند… چنین کردند و بدو رنجی نرسید. این داستان را در دینکرت و دیگر روایات ساسانی نوشته‌اند به هر حال پیداست که آذرباد در مناظره و بحث بر حریفان خود پیروز شده است و در اثر سعی او مزدیسنا از حمایت شاهپور دوم بهره‌مند گشته است و در ایران به عنوان دین رسمی تأثیر داشته است البته در واقع اهتمام کرتیر در قلع و قمع مانوی‌ها و بعضی فرق دیگر که قبل از پیروزی آذرباد رخ داده بود زمینه را فراهم کرده بود از آن پس دین زرتشت دین رسمی شد و هرگونه مخالفت با آن به شدت منع می‌شد.

## اردشیر بابکان، پایه‌گذار سیاست اتحاد دین و دولت در ایران

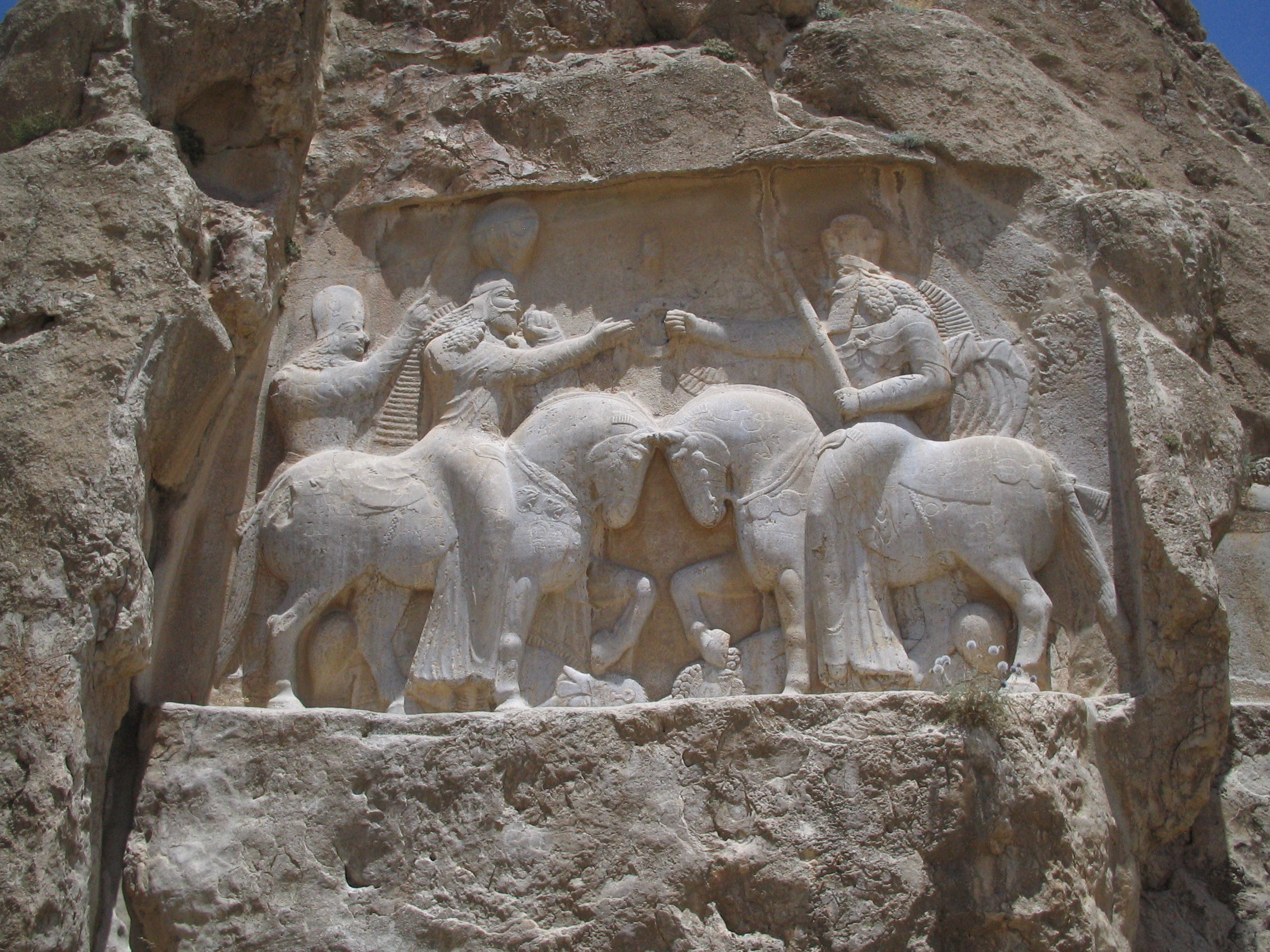
تاجگذاری اردشیر بابکان، در نقش رستم اهورامزدا حلقهٔ شهریاری را به شاپور تسلیم می‌کند. زیر سم اسب اهورامزدا اهریمن دیده می‌شود.

پایه‌گذاری سیاست اتحاد دین و دولت در ایران قبل از اسلام به اردشیر بابکان (دوران پادشاهی از ۲۲۶ تا سال ۲۴۱ میلادی) پایه‌گذار دولت ساسانی نسبت داده شده است. بر طبق روایت طبری خاندان اردشیر متولی آتشکدهٔ ناهید در استخر قدیم فارس بوده‌اند و طبیعی است هنگامی که اردشیر به قدرت رسید، در پی این بوده باشد که دین مزدیسنا را که در زمان اشکانیان در کنار حکومت قرار داشت با حکومت یکی سازد و از آن به عنوان حربهٔ سیاسی بهره برد. عامل اجرای این سیاست از زمان اردشیر به بعد موبدی به نام کرتیر، موبد پرنفوذ دوران ساسانی بود که در مدت سلطنت شش پادشاه از اردشیر بابکان تا نرسی می‌زیسته است. زرتشتی بودن اردشیر و علاقهٔ او در نشر و ترویج آیین زرتشت و اقدام او جهت رسمی دین زرتشتی، در زمان او منجر به محدود کردن سایر ادیان نشد و توسعهٔ امپراتوری بدون اظهار تسامح دینی، مخصوصاً در اوایل دوران ساسانی غیرممکن بوده است.

## شاپور یکم، گسترش دین مانی
از روایت‌های گوناگون چنین برمی‌آید که دومین شاه ساسانی، شاپور یکم (دوران سلطنت از ۲۴۱ تا سال ۲۷۱ میلادی) نسبت به ادیان و مذاهب و افکار خارجی تسامح داشته است. مانی در زمان شاپور ظهور کرد و به حضور شاپور رسید و اجازه یافت، دین خود را تبلیغ کند. انتشار مانویت در قلمرو ساسانی که اثر دیرپایی داشت، مدیون همین روحیهٔ تسامح بود که بی‌تردید پسند خاطر کرتیر نبود.
تعلیم مانی که تلفیقی از مذاهب گنوسی با آیین‌های هندی و ایرانی بود اعتقاد به ثنویت را شامل روح و جسم و ضرورت سعی در نجات روح می‌کرد. بنیان‌گذار دین جدید، آیین مانوی، عناصر خاصی از هر دین را با هم ترکیب کرد و نظام عقاید و جامعه دینی خود را ایجاد کرد. احتمالاً در حدود ۲۴۰ بعد از میلاد. مانی مبلغانی را به مرزهای امپراتوری روم فرستاد. پیامبر و دین جدیدش مورد حمایت شاه برجسته ایرانی شاپور یکم قرار گرفتند. این پادشاه از گسترش آیین مانوی در ایران حمایت کرد، احتمالاً در جهانی بودن دین ظرفیت جلب حمایت عمومی گسترده از حکومت خود را می‌دید. مانی در طول لشکرکشی‌های پیروزمندانه پادشاهان ایرانی در دهه ۵۰ قرن سوم میلادی، که مجموعه ای از موفقیت‌های نظامی ایرانی از قبیل نبرد ادسا و باربالیسوس، تصرف بسیاری از شهرهای سوریه و دستگیری امپراتور والرین بود، از جایگاه بالایی برخوردار بود. شاپور یکم همچنین از فعالیت تبلیغی دین جدید در استان‌های روم حمایت می‌کرد. مبلغان مانوی آشکارا خواستار ارتداد از دین سنتی روم بودند که احتمالاً یکی از اولین موارد استفاده ابزاری از دین در نظر گرفته می‌شود. احتمال دارد که شاپور بر روی متقاعد کردن بخش بزرگی از مردم شرق روم به گرویدن به آیین جدید و در نتیجه ضعف داخلی و کاهش حمایت مردم از قدرت روم حساب می‌کرد. مذهب مشترک ساکنان استان‌های رومی سوریه، مصر، آسیای صغیر و مردم ایران می‌توانست الحاق این مناطق را به مرزهای پادشاهی ساسانی تسهیل کند. مبلغان مانوی در سال‌های ۲۴۴ و ۲۵۱ میلادی به مصر و پیش از سال ۲۸۰ میلادی به روم رسیده‌اند. دین جدید در استان‌های آفریقایی روم — نه تنها در مصر بلکه در سراسر آفریقای شمالی — محبوبیت زیادی به دست آورد.
شاپور حتی اگر هم به دین تازهٔ مانی با نظر علاقه نگریسته باشد بدون شک باید خیلی زود متوجه احتمال بروز مقاومت و عکس‌العمل شدید عامه در مقابل آن شده باشد وی برخلاف برادران خویش که به‌طور رسمی به دین مانی گرویدند تسامح در مورد تعلیم مانی را تا حد گرایش رسمی به آن دنبال نکرد.

## هرمز یکم و حمایت از مانی
سومین شاه ساسانی، هرمز یکم (دوران پادشاهی از سال ۲۷۲ تا ۲۷۳ میلادی) نیز نسبت به مانی نظر تأیید و مساعدت داشته است و او را یک چند در دستگرد بابل، در کاخ خویش، از تعقیب مخالفان پناه داد. وی نسبت به کرتیر دشمن مانی، هم علاقه نشان داده و حتی با اعطای کلاه و کمر که نشانه‌های اشرافیت بود، به این موبد پرشور متعصب او را در ردیف بزرگان عصر درآورد. در دوران یکسالهٔ پادشاهی هرمزد هنوز تسامح دینی دوران پدرش شاپور یکم حکمفرما بود. به نظر می‌رسد که قدرت واقعی کرتیر از زمان بهرام یکم آغاز می‌شود.

## بهرام یکم و قتل مانی

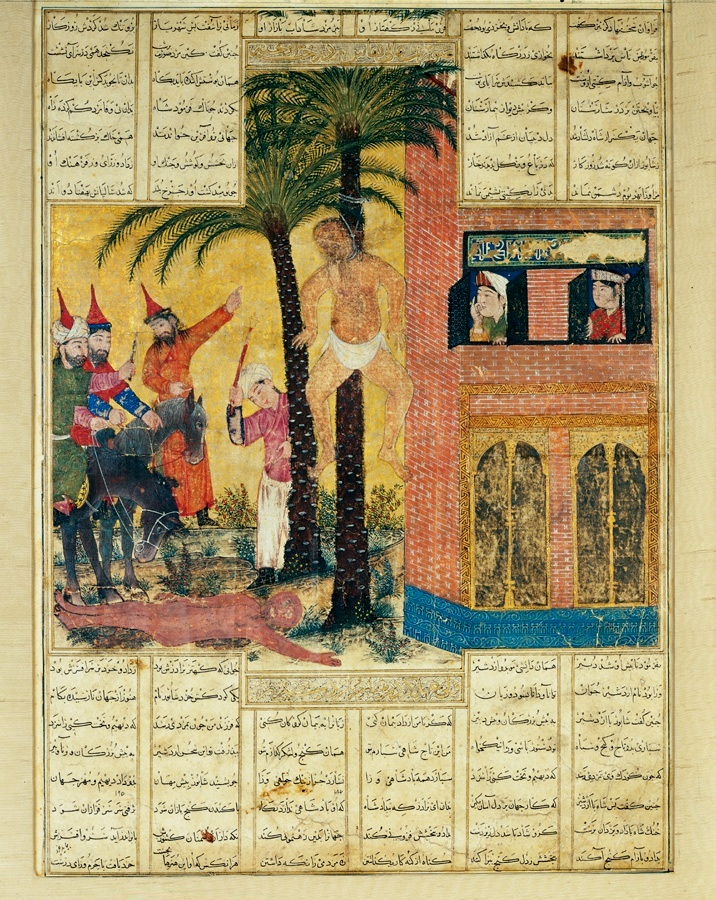
صحنه‌ای نقاشی شده از قتل مانی.

کرتیر که از دشمنان سرسخت مانی بود، سرانجام سبب زندانی شدن و مرگ مانی در سال (۲۷۶ میلادی)، در دوران پادشاهی بهرام یکم (دوران پادشاهی از ۲۷۳ تا سال ۲۷۶ میلادی) شد. قتل مانی ضعف سلطنت را در مقابل قدرت روزافزون کرتیر آشکارتر کرد.

## بهرام دوم و اوج قدرت کرتیر

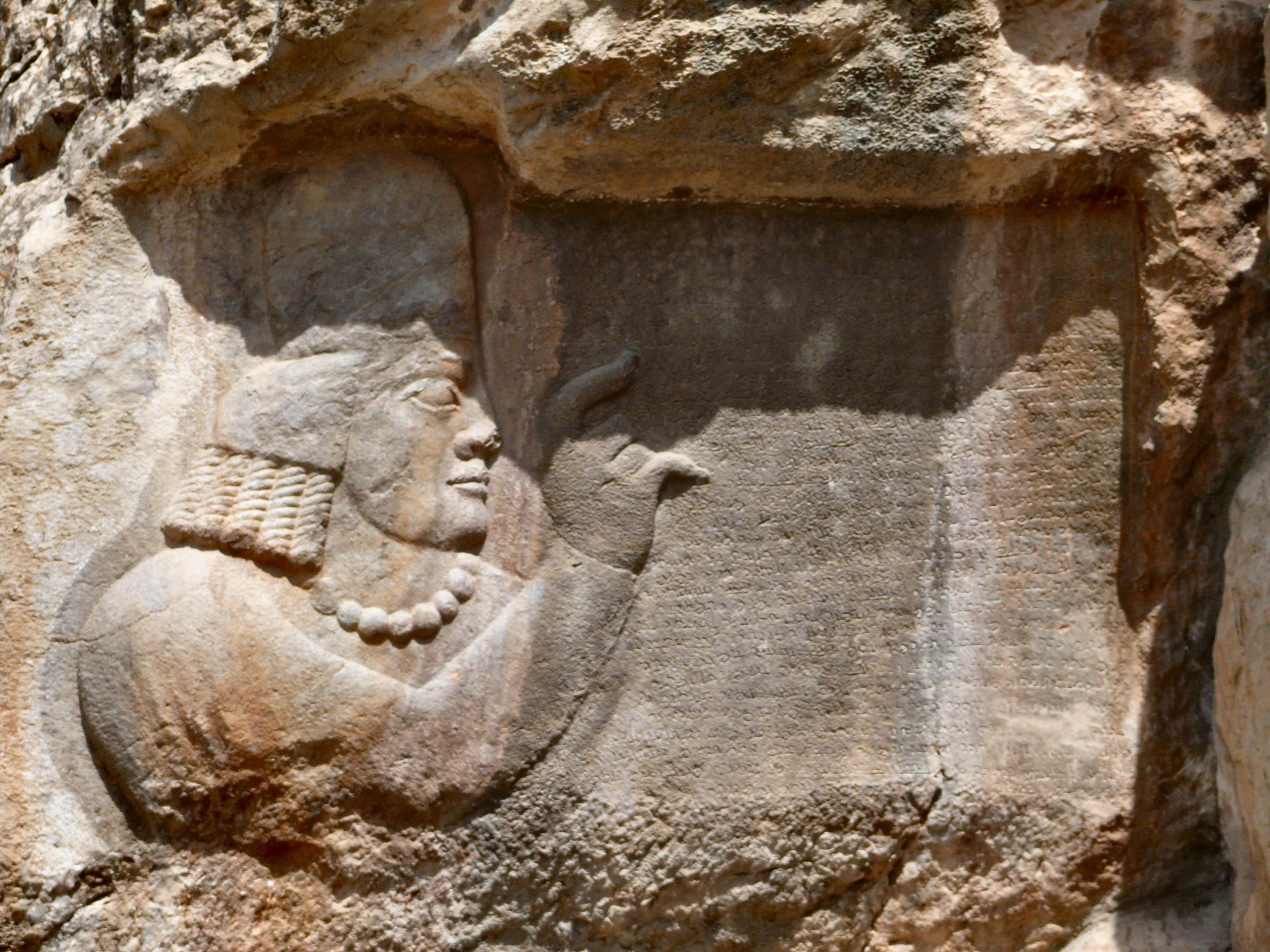
نقش برجستهٔ کرتیر در نقش رجب

کرتیر در زمان پنجمین شاه ساسانی، بهرام دوم (دوران پادشاهی از ۲۷۶ تا ۲۹۳ میلادی)، به قدرت بسیاری دست یافت. شاهنشاهان ساسانی در آغاز اعلام دین زرتشت به عنوان دین رسمی خویش، آتشکده‌های زرتشتی را چون تکیه‌گاهی پایدار جهت فرمانروایی خود یافتند ولی برای پیروزی و شکوهمندی واقعی آئین زرتشت در سراسر کشور مبارزه و پیکار ضرورت یافت. این مبارزه با شدت و خشونتی تمام صورت گرفت. انهدام نفوذ دین یهود، مسیحیت، آیین بودایی، هندوئیسم، و مندائیان و نیز از میان برداشتن ارتداد در آئین زرتشت و پایان دادن به نهضت مانی و مانویان در ایران ضروری می‌نمود. کرتیر برای برقراری حکومت دینی از همهٔ امکانات برخوردار بود. تفسیر و تأویل ارادهٔ اهورامزدا ویژهٔ کرتیر بود.

## پادشاهی نرسی و پایان قدرت کرتیر
هفتمین شاه ساسانی، نرسی (دوران پادشاهی از ۲۹۳ تا سال ۳۰۲ میلادی) با قیام نرسی خود، در واقع به قدرت کرتیر پایان داد و از آن پس تا یک چند سایهٔ آتشگاه از فراز تاج و تخت دور شد. بعد از آن دوران خاطرات دوران کرتیر چنان فراموش شد که حتی در اوایل دورهٔ اسلام هم وقتی مزدیسنان کتاب پهلوی دینکرت را تدوین می‌کردند، ذکری از نام او در آن کتاب نکردند و در عصری که بخاطر تسامح خویش درخشندگی خاص داشت، کسی را که مظهر تعصب بود و جز تعقیب و آزار مخالفان حاصل دیگری هم عاید آیین زرتشت نکرده‌بود، در ردیف موبدان و هیربدان بزرگ و نام‌آور دوران گذشته، یاد ننمودند.

## شاپور دوم و تغییر دین کنستانتین بزرگ به مسیحیت
اولین جامعه مسیحی در شرق، در اوایل قرن اول میلادی هم‌زمان با حکومت اشکانیان در شمال میان‌رودان تشکیل شد. در سال ۲۶۶ میلادی، این منطقه به‌طور کامل توسط امپراتوری ساسانی با عنوان استان آشورستان به ایران ضمیمه شد در آن زمان جوامعی مسیحی در شمال میان‌رودان، ایلام و فارس وجود داشتند. این جوامع مسیحی اولیه در قرن چهارم و پنجم توسط مهاجران بزرگی از امپراتوری روم شرقی تقویت شدند.
مسیحیت از سدهٔ نخست میلادی رشد خود را آغاز کرد و در سده دوم سرعت این رشد بسیار زیاد شد؛ به گونه ای که تعداد زیادی مسیحی در قلمرو امپراتوری روم می‌زیستند. افزایش تعداد مسیحیان در امپراتوری روم باعث شد که بعضی از امپراتوران روم از جانب آنها احساس خطر کنند و دست به آزار و اذیت بر ضد ایشان بزنند. این پیگردهای دینی موجب شد که بسیاری از این مسیحیان وارد مرزهای ایران اشکانی شوند تا بتوانند آزادانه به فعالیتهای دینی خود بپردازند. این روند مهاجرت و تبلیغ باعث افزایش تعداد این مسیحیان در ایران شد و آنها موفق شدند که خود را به عنوان اقلیتی دینی تثبیت کنند. به نظر می‌رسد که با آغاز حکومت ساسانی نیز مسیحیان به رشد خود ادامه دادند. آزادی دینی روزگار شاپور یکم ساسانی که ظهور مانی و حمایت شاه از وی نمونه ای آشکار از آن است، عاملی مهم در گسترش مسیحیان در ایران بود. از طرفی دیگر ، انتقال اسیران جنگی از قلمرو روم به ایران که تعداد زیادی از آنها مسیحی بودند، باعث افزایش تعداد مسیحیان در ایران شد.
در قلمرو روم در مدت کودکی شاپور دوم (دوران پادشاهی از ۳۰۹ تا سال ۳۷۹ میلادی) دگرگونی‌هایی پیش آمده بود که سبب می‌شد، تا امپراتور روم، در داخل سرزمین ایران نیز برای خود، هواخواهانی داشته باشد. قضیه عبارت بود از اینکه کنستانتین بزرگ امپراتور روم در سال ۳۱۳ میلادی طبق فرمانی موسوم به، فرمان میلان، رسماً به آیین مسیح گروید که طبعاً وی را حامی مسیحی‌های ایران نیز می‌کرد. این امر موجب می‌شد که وقتی شاپور دوم در صدد جنگ با روم برآید، مسیحی‌هایی که در این اوقات در قلمرو شاهنشاهی ایران تعدادشان، تدریجاً زیاد هم شده بود، نسبت به روم علاقه و احساسات موافق نشان دهند و چنان‌که از قول خود شاپور نقل شده است در سرزمین وی سکونت ورزند و در عین حال دوستدار دشمن وی قیصر روم باشند.
این اوضاع آیین مسیحیت را که پیش از آن جز به عنوان یک آیین غیرمجاز قلمداد نشده بود به آیین دشمن تبدیل کرد این احوال سیاست تعقیب و تعصب را که از زمان کرتیر موبد، تقریباً فراموش شده بود، دوباره در ایران احیاء کرد. با شروع جنگ با روم تعقیب و آزار مسیحی‌های ایران هم که شاه ایران به آن‌ها به چشم یک دشمن خانگی می‌نگریست، شروع شد. شاپور برخلاف موبدان عصر، ظاهراً مسیحی‌ها را بیشتر به عنوان یک مسئلهٔ سیاسی تلقی می‌کرد و با یهودیان ایران که از نظر سیاسی، بی‌طرف بودند، شاپور با تسامح رفتار می‌کرد. آزار و اذیت مسیحیان در زمان شاپور دوم از سال ۳۳۹ (میلادی) آغاز یافت. در کتاب‌های کلیسای سریانی «اعمال شهدا» آزار و تعقیب عیسویان که مدت دویست سال، با فواصل چند به طول انجامید، نوشته شده است. این کتاب با اینکه از روی تعصب شدید نگاشته شده و به افسانه‌های بسیاری زینت یافته است اما از آنجا که متکی به اسناد و روایات معتبر است. از منابع خوب به‌شمار می‌آید. کهنترین این منابع، دو منبع متفاوت هستند که به اعدام شمعون، رهبر
مسیحیان ایران در زمان شاپور دوم اشاره می‌کنند. براساس منابع کلیسایی سریانی، مسیحیان در زمان حکومت شاپور دوم میان سالهای ۳۳۹ تا مرگ وی در ۳۷۹ به مدت چهل سال. تحت پیگرد دینی سازمان یافته‌ای قرارگرفتند. نویسندگان این منابع، عمدتاً متعصبانی مسیحی بودند که حتی تحمل فرقه‌های دیگر رقیب خود در مسیحیت را نیز نداشتند. این نویسندگان طبیعتاً به دین زردشتی که دین رسمی و مسلط شاهنشاهی ساسانی بود، رویکردی منفی داشتند و مبالغه و اغراق، بخشی
جدایی‌ناپذیر از گزارش‌های آنها بود.
مبارزهٔ شاپور دوم با مسیحیان به داخل خاک ارمنستان نیز کشیده شد زیرا اعلام مسیحیت به منزلهٔ دین رسمی ارمنستان در اوایل قرن چهارم میلادی تأثیر بسیاری در بین مسیحیان منطقه گذاشت و رسمیت یافتن دین مسیحیت در روم سبب تعمیق دشمنی ساسانیان با ارمنستان شد.

## بهرام چهارم و تقسیم ارمنستان بین ایران و روم
در زمان بهرام چهارم (دوران پادشاهی از ۳۸۸ تا سال ۳۹۹ میلادی)، بسته شدن پیمان صلح با روم و تقسیم ارمنستان بین ایران و روم، شاید بدان سبب که موبدان را، از تعقیب و آزار مسیحیان آن حدود، بازمی‌داشت، منجر به ناخرسندی آنها، از بهرام شد. در دنبال همین ناخرسندی نجبا بود که ناگهان بهرام، به دست بدخواهان کشته شد. مسئلهٔ تقویت فوق‌العادهٔ آیین زرتشتی از نظر فرمانروایان ساسانی این اشکال را هم داشت که غالباً قدرت سلطنت را محدود می‌کرد و منجر به مداخلات تحمل ناپذیر نجبا و طبقات روحانی در امور مربوط به سلطنت می‌شد.

## یزدگرد یکم، از مسامحه تا دشمنی با عیسویان
در نوشته‌های مورخان عیسوی و مؤلفان ایرانی، اختلاف بسیار راجع به احوال یزدگرد یکم (دوران پادشاهی از ۳۹۹ تا ۴۲۰ میلادی) مشهوداست. یکی از منابع سریانی او را یزدگرد نیکوکار و عیسوی رحیم و مقدس‌ترین پادشاهان، خوانده و از احسان او به فقرا و بینوایان تمجید کرده است. مورخان عرب و ایرانی که نوشته‌هایشان، مبتنی بر تواریخ عهد ساسانی، است و مأخوذ از عقاید روحانیون زرتشتی و اعیان و نجبا می‌باشد، او را به‌صفاتی از قبیل یزدگرد بزه گر (بزه کار) و فریبنده خوانده‌اند. سبب عمدهٔ ناخرسندی نجبا از یزدگرد، تسامحی بود که وی نسبت به مسیحی‌های ایران، نشان می‌داد. در زمان یزدگرد یکم رابطه میان ایران و روم شرقی به بخش نویی رسید و دو کشور در حل مسائل درونی یکدیگر را یاری می‌رساندند. یزدگرد قبول کرد که بین دولت و اتباع عیسوی او طریقه و روشی معین برقرار باشد و فرمان داد، کلیساهایی را که خراب کرده بودند، مجدداً بنا کنند و کسانی که به جرم عیسوی بودن به زندان افتاده بودند، آزادی دهند و به روحانیون عیسوی نیز اجازه داده شد که به همه جای ایران سفر کنند. مسالمتی که یزدگرد یکم در روابط خود با عیسویان اظهار می‌کرد، بی شک معلول مقاصد سیاسی بود زیرا که با استوار کردن بنیان صلح ایران و روم می‌توانست، در تحکیم اقتدار سلطنت خویش بکوشد اما به نظر می‌آید که غیر از ضرورت سیاسی، یزدگرد طبعاً مایل به مسامحه در امور دیانتی بوده است. نسبت به قوم یهود هم که از نظر سیاسی، بی‌طرف محسوب می‌شدند، خوش رفتاری می‌کرد و شاید بخاطر همین طرز فکر با شوشیندخت دختری یهودی، ازدواج کرد. اگر یزدگرد در اواخر سلطنت، رفتارش را نسبت به عیسویان تغییر داد، گناه از آن‌ها بود. عیسویان به تدریج چنان از فرط جسارت ایرانیان را رنجیده کردند که پادشاه چاره‌ای جز سختگیری و تنبیه ندید. در شهر هرمزداردشیر واقع در خوزستان یک اسقف، آتشکده‌ای را که در نزدیکی کلیسای عیسویان بود، ویران کرد و بعد از دستگیری، شاه شخصاً از او استنطاق کرد. این اسقف در حضور شاه معترف شد که خود او آتشکده را خراب نموده و الفاظی رکیک نسبت به دیانت زرتشتی بر زبان آورد. شاه به او دستور داد که خود آتشکده را دوباره بنا کند و چون او مصراً امتناع کرد، محکوم و اعدام شد.خشونت‌هایی که عیسویان می‌کردند، طبعاً به ضرر آنان تمام می‌شد و شاید انتصاب مهرنرسه دشمن بزرگ عیسویان را به مقام وزیری (وزرگ فرمذار) بتوان دلیل تغییر رفتار شاه نسبت به عیسویان دانست. مورخان عرب و ایرانی مهرنرسه را مردی هوشمند و دانا و صاحب تدبیر شمرده‌اند ولی مؤلفین عیسوی به جهت توجهی که این وزیر به دیانت زرتشتی داشت، نسبت به او کینه ورزیده و او را خائن و دو رو و بی‌رحم خوانده‌اند. مهرنرسه آتشکده‌ها و ابنیه‌های بسیاری بنا نمود.

## بهرام گور و وزیر مقتدرش مهر نرسی
پس از جلوس بهرام گور (دوران پادشاهی از ۴۲۱ تا سال ۴۳۸ میلادی) نیز قتل و زجر مسیحیان ادامه پیدا کرد. بسیاری از مسیحیان ایران در این زمان به دولت بیزانس پناهنده شدند. بهرام از دولت بیزانس استرداد آن‌ها را خواستار شد لکن اجابت نیافت. همین وقایع در سال ۴۲۱ میلادی منجر به جنگ جدیدی بین بیزانس و دولت ایران شد اما این جنگ چندان طولی نکشید. فرماندهی سپاه ایران با مهر نرسی بود. به موجب صلح نامه‌ای که سال بعد ۴۲۲ میلادی میلادی منعقد شد، ایرانیان در کشور خود به عیسویان آزادی مذهبی دادند و نظیر همین آزادی را رومیان، در حق زرتشتیان مقیم بیزانس قائل شدند.

## یزدگرد دوم و جنگ با ارمنستان
در دوران یزدگرد دوم (دوران پادشاهی از ۴۳۸ تا سال ۴۵۷ میلادی) مذهب عیسوی در ارمنستان در حال گسترش بود. یزدگرد می‌خواست آن مملکت را در مذهب زرتشتی نگاه دارد تا اینکه از ایران جدا نشود ولیکن مسروب ماشتوتس نامی ارمنی، در سال ۳۹۷ میلادی، خطی برای زبان ارمنی اختراع کرده بود که باعث استحکام مبانی ملیت آن‌ها گردیده بود.
وزیر ایران مهرنرسه اعلامیه‌ای که به فرمان مهرنرسه مشهور است، منتشر و اصول مذهبی عیسوی را رد کرد. رؤسای روحانیون ارمنی‌ها، ردی بر این اعلامیه نوشتند و کار به اقدامات جبری کشید و ارمنی‌ها شوریدند و روحانیون عیسوی جهاد را اعلام نمودند ولی مانند همیشه رقابت خاندان‌های بزرگ ارمنستان، مانع انجام یک اقدام مشترک شد. شورشیان از امپراتور روم یاری جستند، ولی نتیجه نداد. یزدگرد، به ارمنستان لشکر کشی کرد و به سال ۴۵۱ میلادی، شورشیان را در جنگ سختی مغلوب کرد. به دنبال گرفتاریهایی که در ارمنستان برای وی پیش آمد نه فقط دوباره تعقیب مسیحی‌ها شروع شد بلکه نسبت به یهود هم سختگیری‌هایی آغاز گشت.>

## پیروز یکم

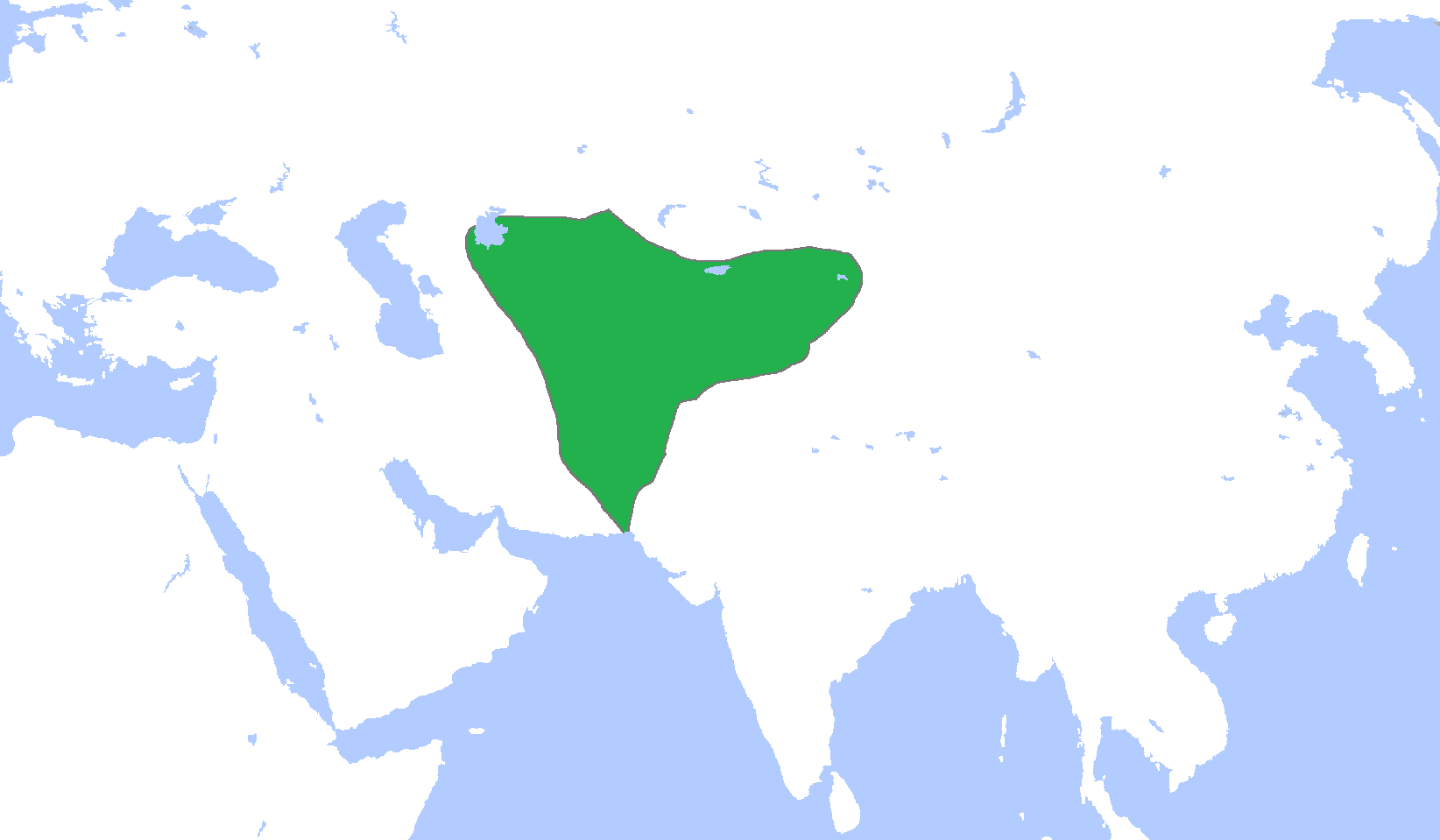
قلمرو هفتالیان یا هیاطله در سال ۵۲۰ میلادی، برای دیدن تصویر بزرگتر روی تصویر کلیک کنید.

در دوران پیروز یکم (دوران پادشاهی از ۴۵۹ تا ۴۸۳ میلادی) یهودیان گرفتار قتل و آزار شدند و سبب آن انتشار این خبر بود که یهود دو تن از موبدان زرتشتی را زنده پوست کنده‌اند. کشتار یهودیان در شهر اصفهان که مسکن جماعت کثیری از بنی‌اسرائیل بود، شدت فوق‌العاده یافت. در سلطنت پیروز یکم، ارمنستان شورید. علت این شورش، تعصب مذهبی مأموران ایرانی و ضدیت آن‌ها با مذهب عیسوی بود. شبه‌جزیره ایبریها هم به ارمنی‌ها، ملحق شدند ولکن زرمهر هزاررفت سردار ایرانی، در غیاب پیروز، بخرج خود به ارمنستان، قشون کشی کرد و پیروز شد. شورش موقتاً خوابید ولیکن اوضاع حقیقی این مملکت خوب نبود. خود پیروز یکم در حین جنگ سردارانش با ارمنیان، در جنگ با هفتالیان کشته شد و مناطق وسیعی از مناطق شرقی از جمله مرو و هرات به تصرف هفتالیان درآمد. ارمنیان از وضع آشفته پس از کشته شدن پیروز استفاده کردند و شرائط صلح خود را به شاه بعدی بلاش تحمیل کردند.

## بلاش و قرارداد صلح با ارمنیان
در زمان بلاش (دوران پادشاهی از سال ۴۸۴ تا ۴۸۸ میلادی) سردار شورشی ارمنی‌ها، نه تنها آزادی کامل دیانت مسیح را طلب کرد بلکه درخواست کرد که دیانت زرتشتی در ارمنستان ملغی شود و آتشکده‌های آنجا را خراب کنند. بلاش شرایط صلح سردار ارمنی‌ها را قبول کرد و مذهب عیسوی در ارمنستان و شبه‌جزیره ایبری رسمیت یافت. این نکته به دشمنی مسیحی‌های آن حدود با ایران تا حدی پایان داد. در روایات مسیحی سریانی و ارمنی از بلاش به نیکی یاد شده است. بلاش توسط نجبا از سلطنت خلع شد و او را توقیف و نابینا کردند.

## قباد یکم و پیدایش نهضت مزدک
مقارن جلوس قباد یکم (دوران پادشاهی بار نخست از سال ۴۸۸ تا ۴۹۶ و بار دوم ۴۹۹ تا ۵۳۱ میلادی) وضع اقتصادی ایران به علت پرداخت خسارت جنگی سنگین و تهیهٔ فدیه برای آزادی قباد یکم که در اسارت هفتالیان بود بسیار وخیم بود و خزانه بر اثر جنگ‌ها خالی شده و مالیات‌های سنگینی به مردم تحمیل می‌شد. طبقات عامه به سبب کشتارها، غارت‌ها، و گرانی‌هایی که در دنبال اشغال کشور به وسیلهٔ هفتالیان پیش آمده بود، از نجبا و غلبهٔ آن‌ها به شدت ناراضی بودند. خود شاه هم به خاطر غرور فوق‌العادهٔ نجبا که احیاناً به قدرت سلطنت هم از در معارضه درمی‌آمدند از آن‌ها نارضایی داشت. در چنین احوالی هم چنان‌که بعضی از محققان به درستی خاطر نشان کرده‌اند نهضت اشتراکی به آسانی می‌توانست ریشه بگیرد.< در دورهٔ نخست پادشاهی قباد یکم موبدی به نام مزدک به قباد نزدیک شد و او را به انجام اصلاحات اجتماعی برانگیخت. او نظامی برابری جویانه را تبلیغ می‌کرد که آموزه‌هایی فراتر از باور زرتشتی‌گری داشت. گفته شده که او اشتراک دارایی و مالکیت و زنان را تبلیغ می‌کرده است. قباد به یاری او توانست از توان زمینداران و موبدان و اشراف بکاهد. همچنین قباد با پشتیبانی از مزدک میان توده مردم محبوبیتی یافت. به فرمان او در انبارهای غلهٔ شاهنشاهی به روی مردم گشوده شد و زمین‌های کشاورزی میان دهقانان بخش گردید. البته در نوشته‌های زرتشتیان این دوره را دورهٔ آشوب می‌شناسند. اظهار علاقهٔ پادشاه، به مزدک و یارانش فرصت داد به نهضت خود شکل انقلابی ببخشد و اعیان و نجبا که ضربت را در واقع از قباد خورده بودند، ضد وی با موبدان و روحانیان همدست شدند. سرانجام در سال ۴۹۶ میلادی، قباد یکم را دستگیر کردند و در زندانی به نام قلعه فراموشی به بند کشیدند و برادرش جاماسپ را به جای او به شاهی برداشتند.
قباد از زندان گریخت و به یاری هواخواهانش دیگر بار بر تخت پادشاهی نشست. قباد سه پسر داشت، کاووس که ارشد بود، فرزند دوم از یک چشم نابینا بود و پسر سوم او خسرو نام داشت. کاووس تربیت یافتهٔ مزدکیان بود. قباد خصالی را که شایستهٔ پادشاهان است، در خسرو انوشیروان جمع می‌دید بنابراین فرزند کوچک خود را، بر پسر ارشد یعنی کاووس که علناً پیرو کیش مزدک بود ترجیح داد و همین امر تبدیل و تغییر عقیده شاهنشاه را نسبت به این فرقه که در آغاز به آن گرویده بود، به‌طور وضوح آشکار می‌کند.

## خسرو انوشیروان، سرکوب مزدکیان و اعتلاء دادن به آیین زرتشت
با آنکه قتل و کشتار پیروان مزدک در اواخر عهد قباد یکم روی داد، عامل اصلی این واقعه، خسرو انوشیروان (دوران پادشاهی ۵۳۱ تا سال ۵۷۹ میلادی) بود که پیروان مزدک ولیعهدی وی را به‌خطر انداخته بودند و طبیعی است که او در آغاز سلطنت خویش نیز، در قلع و قمع بقایای پیروان مزدک دست به اقدامات جدی و شدیدی زده باشد. انوشیروان با حمایت و ترویج آیین اکثریت موبدان مذهب زروانی را نیز مثل مزدکی و مانوی به شدت تعقیب کرد.
سرکوبی مزدکیان، آیین زرتشت و طبقهٔ روحانیان را اعتلاء فوق‌العاده داد. در این ایام برای مقابله با تحریکات مسیحی و بیزانس و برای جلوگیری از بدعت‌هایی که در داخل ممکن بود اساس سلطنت را متزلزل کند، وجود یک آیین ملی لازم بنظر می‌آمد. آنچه این اقدام خسرو انوشیروان را بیشتر تثبیت نمود، توفیق او در جمع‌آوری اوستا بود. آنچه از وقایع بر می‌آید، این است که انوشیروان نسبت به‌مذهب مسیحی، نظر سیاسی داشته، یعنی اساساً ضد این مذهب نبوده، ولیکن چون عیسوی‌ها را آلت دست رومی‌ها می‌دانسته، نسبت به آن‌ها ظنین و مراقب بوده است. انوشیروان نسبت به مسیحیانی که از روم رانده شده و به دربار او پناه آورده بودند، مساعدت کرده و هفت تن از فیلسوفان اسکندریه را در دربار خود پذیرفته و با آن‌ها مهربانی کرد. نسطوری‌ها که از نقطهٔ نظر عیسوی‌ها، در آن زمان فرقهٔ ضاله محسوب و تعقیب می‌شدند و به دربار ایران پناه آورده بودند، مورد توجه انوشیروان واقع شدند، بطوری‌که کلیساهای آن‌ها در تاریخ مذهب عیسوی، کلیساهای ایرانی نامیده شدند. نسطوری‌ها از این وضع استفاده کرده، در انتشار مذهب عیسوی جد و جدیت حیرت‌انگیزی بروز دادند. در زمان انوشیروان در هرات و سمرقند کلیساهای آن‌ها دایر بود و در زمان‌های بعد مبلغین آن‌ها تا چین و هند هم رفتند.

## خسروپرویز، تشتت مذهبی در ایران
خسرو پرویز (دوران پادشاهی از ۵۹۰ تا سال ۶۲۸ میلادی) بخاطر علاقه‌ای که به زنان مسیحی خویش داشت گاهی خود را نسبت به آیین مسیح علاقمند نشان می‌داد و این اظهار علاقه تا حدی بود که پاره‌ای از ساده‌لوحان مسیحی، او را مسیحی می‌پنداشتند. خسرو بی‌آنکه علاقهٔ قلبی به آیین مسیح داشته باشد، گاه تا حد یک مسیحی ساده‌دل، به خرافات این قوم علاقه نشان می‌داد. این اظهار علاقه‌اش به آیین مسیح نه از روی تسامح اخلاقی بلکه بیشتر ناشی از بی‌اعتنایی وی، به سنت‌های دینی موبدان بود.
باجلوس خسرو پرویز عیسویان به آزادی دینی نایل شدند ولی حق نداشتند که زرتشتیان را به کیش خود دعوت کنند زیرا که هر کس از زرتشتیان دین رسمی ملی خود را ترک می‌گفت، علی‌الاصول مستحق قتل می‌شد اگر چه در عمل غالباً اغماض می‌کردند. درین زمان روحانیون زرتشتی چندان قدرت نداشتند و با اینکه نمایندهٔ دیانت رسمی ایران محسوب می‌شدند ولی چنان ضعفی در قدرت آنان راه یافته بود که در پیش چشم آن‌ها مسیحیان به بلندترین مقامات مالیه در کشور رسیدند. درین عهد علما زرتشت سعی بسیاری کردند تا مجدداً اصول ایمانی را نیرویی ببخشند. در دینکرد اشاره شده است که خسروپرویز هوشیارترین موبدان را فرمود تا تفسیری نو بر کتاب اوستا بنگارند. البته ابداً نمی‌توان گفت که خسرو پرویز شخصاً علاقه‌ای به مباحث الهی و مسائل دینی داشته است ولی ممکن است مواقعی برای مقاصد سیاسی لازم دیده‌باشد که اهتمامی در باب دین زرتشتی نشان بدهد و بدگمانی روحانیان را نسبت به اعتقادات خود برطرف کند. هجوم رومیان در زمان هراکلیوس امپراتور روم به ایران در احوال عیسویان ایران تأثیرگذار بود و خسرو سوگند خورد که اگر در جنگ با هراکلیوس پیروز شود در سرتاسر کشور کلیسایی یا ناقوس کلیسایی را برپای نخواهد گذاشت. در زمان خسرو پرویز مجادله و نزاع بین دو فرقه مسیحی ایران، یعنی نسطوری که معتقد بودند که مسیح دو طبیعت مجزی از یکدیگر داشته، یکی انسان و دیگر ربانی و فرقه یعقوبی (مونو فیزیت) که معتقد بودند، این دو طبیعت، در ذات مسیح وحدت یافته است، شدت یافته بود و یعقوبیان برتری یافته بودند. در هر حال در اواخر سلطنت خسرو هم نسطوریان و هم یعقوبیان دچار تعقیب و فشار شدند.

### رواج دین مسیح
در موقعی که سلسله ساسانی جانشین اشکانیان شد، عیسویان مرکز تبلیغی مهمی در شهر رها (در جنوب ترکیهٔ امروزی) داشتند. دولت ایران در جنگ‌های بزرگی که با روم کرد، اسیران را در نواحی دوردست کشور ایران مسکن داد. پادشاهان ایران در لشکرکشی‌های خود به سوریه گاهی تمام سکنهٔ یک شهر یا یک ناحیه را کوچ داده، در یکی از نقاط داخلی کشور مقیم می‌کردند. چون قسمت اعظم این مهاجرین عیسوی مذهب بودند در اواخر این دوره، دیانت مسیح در هر گوشه‌ای از ایران اندکی رواج گرفته بود.
برخی در نظر دارند که در همین دوران دین حلبیت هم سمت سوریه امروزی به ایران امده اما مدرک قاطعی در این باره وجود ندارد
پس از اینکه نوستوریوس در سال ۴۳۱ محکوم به تبعید شد، پیروان او نستوریان به کشور ساسانیان پناهنده شدند و در سال ۴۸۴ جدا از مسیحیان دیگر کلیسای خود را برپا کردند و این کلیسا توانست با ساسانیان تا اندازه‌ای به خوبی کنار بیاید زیرا این کلیسا با نیروی دولت ایران در پیکار با دشمن دیرین، بیزانس هم‌داستان بود. دیری نپایید که کلیسای نستوری شبکه‌ای از اسقف نشین‌ها در سراسر کشور گسترد. آئین نستوری در پایان روزگار ساسانی به راستی در این راه می‌کوشید که دین راستین کشور بشود.

### رواج دین بودایی در نواحی شرقی ایران
جستار وابسته: آیین بودایی در خاور ایران باستان

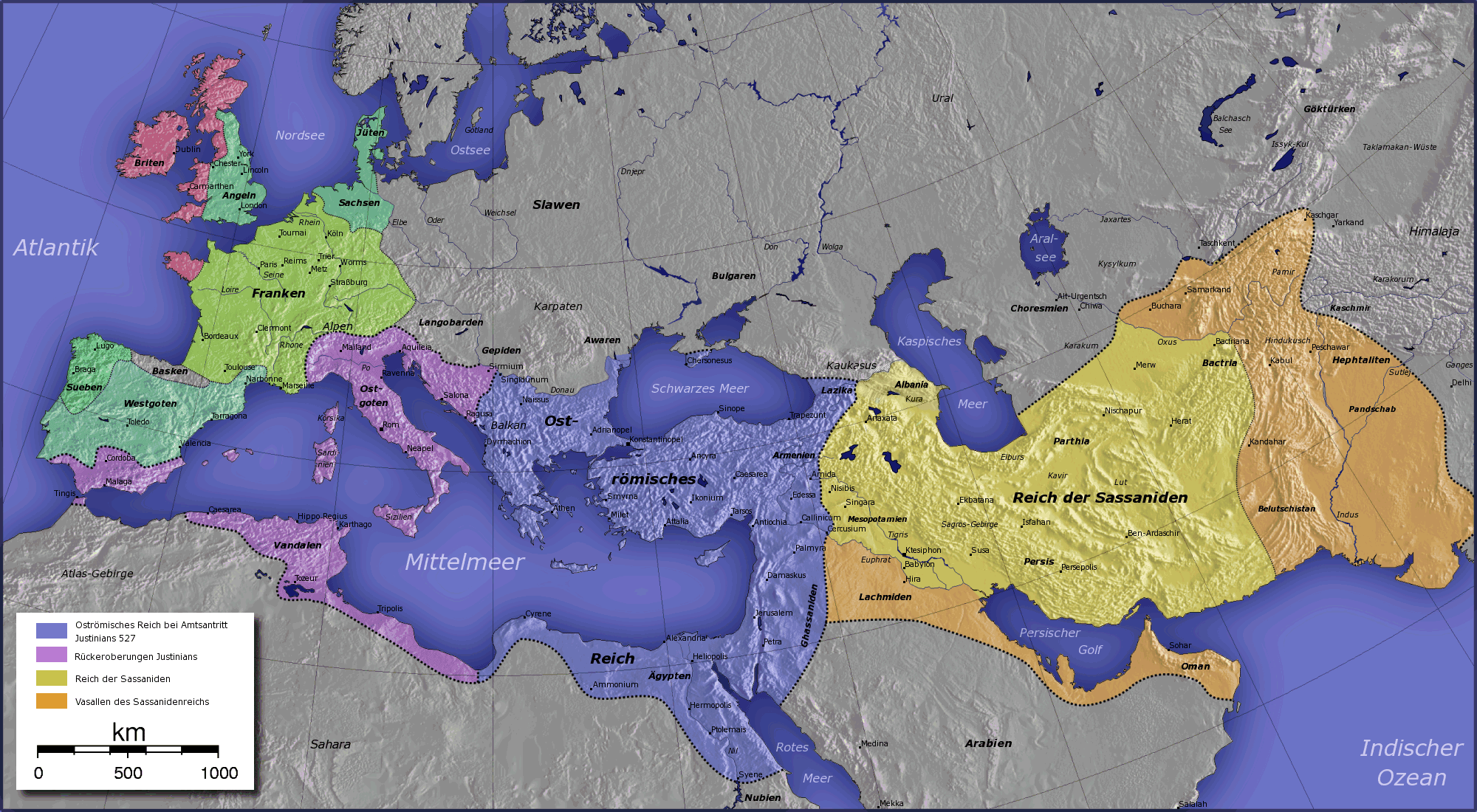
نقشهٔ قلمرو ساسانی و بیزانس در سال ۵۶۲ میلادی. مناطق تازه متصرف شده، با رنگ نارنجی مشخص شده است.

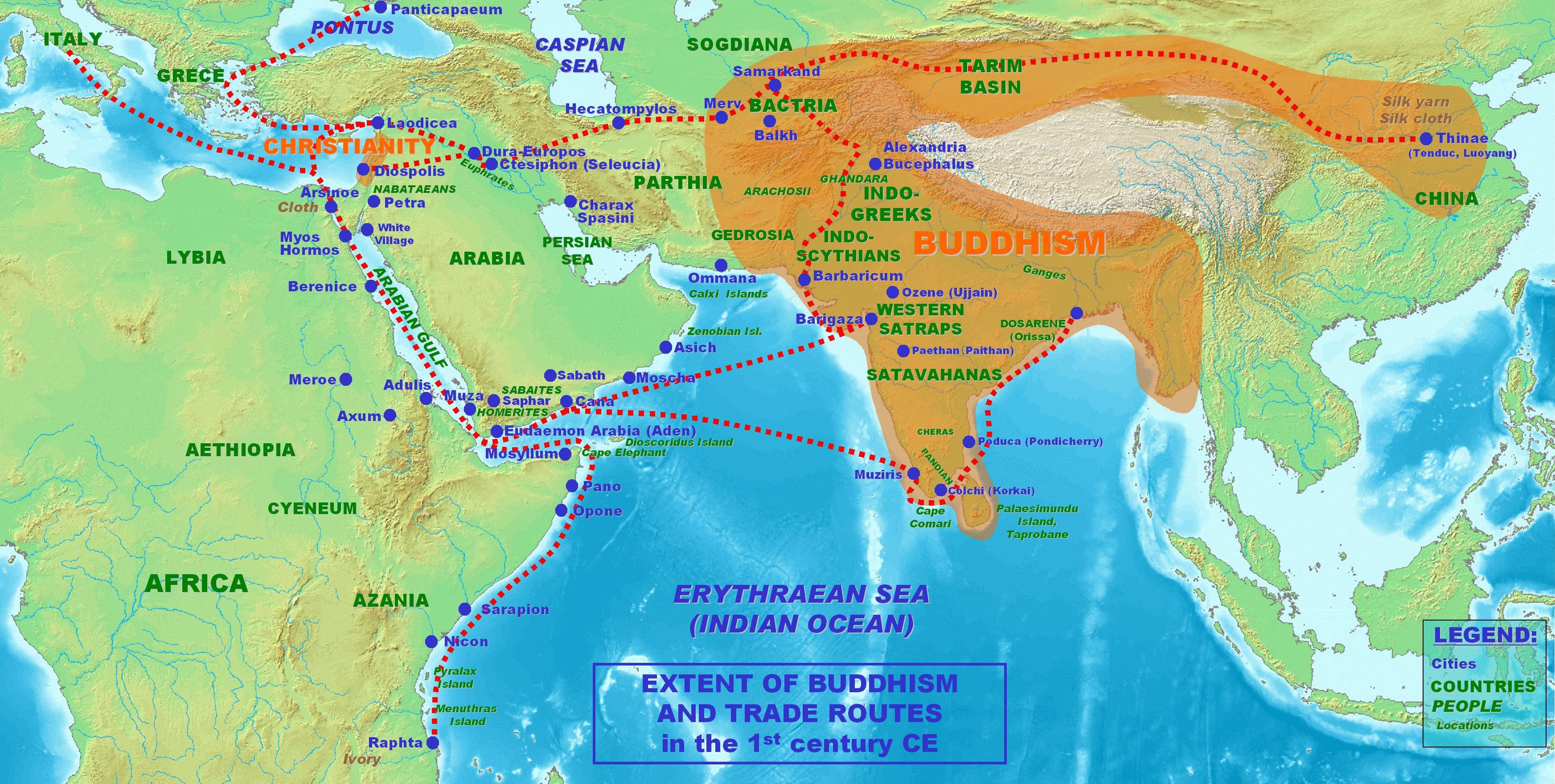
نقشهٔ مناطق نفوذ دین بودایی در قرن اول میلادی، برای بهتر دیدن موقعیت شهرهای خراسان بزرگ بر روی تصویر کلیک کنید.

در آسیای میانه دین بودایی مورد تعقیب قرار نداشت و بعضی از حاکمان هفتالیان از دین بودایی پشتیبانی می‌کردند. در پایان قرن ششم و اوایل قرن هفتم میلادی بعضی حاکمان خاقانات غربی ترک نیز به دین بودایی پیوستند و هم در جنوب آسیای میانه هم در افغانستان (افغانستان کنونی) و شمال هندوستان شروع به ساختن معبدهای بودایی کردند و از بوداییان پشتیبانی می‌کردند. در قرن هفتم از اطلاعات به دست آمده، بر می‌آید که در تخارستان دین بودایی انتشار بسیاری داشت و در پایتخت تخارستان، شهر بلخ، صدها دیر بودایی، وجود داشته است. در زمان خسرو انوشیروان هفتالیان به دست قوای مشترک ایران و ترکان از بین رفتند و ولایت باختر (بلخ) نیز بار دیگر در سال ۵۵۷ میلادی به ایران الحاق یافت. بدین ترتیب می‌توان گفت که بااینکه اکثریت مردم ساکن در شرق ایران مثل دوره‌های قدیم زرتشتی بودند. موقعیت دین بودایی نیز در آن نواحی بسیار مستحکم بود.

### رواج عقاید زروانی در اواخر دوران ساسانی
در دوره‌های پایانی ساسانی تحت تأثیر افکار جدید، آن خوش‌بینی نخستین که بنیان دین زرتشتی و محرک مردمان به کار و کوشش بود پژمرده و گسیخته شد. میل به زهد و ترک که در فرقه‌های ایرانیِ مخالف آیین زرتشت، رواجی به سزا داشت، رفته‌رفته وارد آیین زرتشتیان نیز شد و بنیان این دیانت را برانداخت. اعراض از این جهان مخالف اصول اساسی دیانت زرتشتی است، اما عیسویان و گنوستیکها و مانویان و مزدکیان به قدری در باب زهد و ترک دنیا بحث کرده بودند که رفته‌رفته اذهان زرتشتیان هم به این موضوع انس گرفته بود. علاقهٔ خسرو انوشیروان به فرهنگ هندی و نفوذ فکر هندی که بزرگ‌ترین و عالیترین نمایندهٔ آن برزویه حکیم است، نیز بر آن عوامل قبلی افزوده شد. این حکیم در پایان تأمل و تفکر در سرنوشت بشر و تکلیف او در این عالم، به این‌جا رسیده بود که بهترین راه‌ها زهد و ترک است.
در این وقت عقیدهٔ زروانیان که در عهد ساسانی شیوع یافته بود، موجب شد که مردمان اعتقاد به جبر پیدا کردند و این اعتقاد به منزلهٔ زهری کشنده بود که روح مزدیسنی قدیم را از پای درآورد. این آیین البته دین تازه‌ای در مقابل کیش زرتشتی محسوب نمی‌شد بلکه بیشتر یک طرز تلقی دیگر از مسئلهٔ خیر و شر بود و زروانیان همیشه خود را همچون یک فرقهٔ اصیل زرتشتی تلقی می‌کردند. بنا بر عقیدهٔ زروانیان، زروان، پدر اهورامزدا و اهریمن بود و او را نه فقط زمان نامتناهی می‌دانستند بلکه اسم دیگرش «قضا» بود. تفاوت عمدهٔ دیگر بین این دو شعبه مذهبی ظاهراً در مسئلهٔ جبر و اختیار بود. آیین کرتیر مبنی بر اعتقاد به آزادی و اختیار انسان بود و نزد آن‌ها حتی انگره مینو نه از روی طبع بلکه از روی اختیار به شر گراییده بود در صورتیکه زروانیان در مقابل مشیت زروان که اصل خیر و شر بود و هر دو مخلوق و مولود او به‌شمار می‌آمد، حدی نمی‌دیدند و اعتقاد آن‌ها به وجود خدایی مافوق خیر و شر طبعاً به قبول نوعی جبر منتهی می‌شد. روحانیان زرتشتی هر روز قدمی واپس رفتند و دیگر قدرت سابق را نداشتند که بتوانند در برابر جریان‌های جدید سدی بکشند.

## مواجه شدن مزدیسنا با سه موج تغییر دین
تورج دریایی نوشته است: دین زرتشتی در طی سه دوره به به چالش کشیده نخستین چالش گسترش آیین مانوی و رقابت با این آیین برای تبدیل شدن به عنوان دین رسمی شاهنشاهی ساسانی بود و حتی شانس تبدیل شدن به عنوان یک دین جهان را داشت. دومین چالش از جانب مسیحیت بود که در سده ششم میلادی به دلیل انتقال اسیران رومی و اسکان آنها در ایران گسترش یافته بود و در تلاش بود تا با رهبری کلیسای نسطوری، زرتشتیان، به ویژه اعضای خاندان سلطنتی را به تغییر دین تشویق کند. مسلماً این موضوع خطری بزرگ برای دین و اجتماع زرتشتی به‌شمار می‌آمد. کاهش تعداد پیروان دین زرتشتی نه تنها به معنای از دست دادن حمایت دولتیی پیروان آن مذهب بود، بلکه همچنین باعث از بین رفتن ثروت، وجهه و قدرت روحانیون زرتشتی نیز بود. ممکن است شکست زرتشتیگری در تبدیل به یک دین جهانی به جای مذهبی مختص به ایران به دلیل کاهش تعداد پیروان آن در مقایسه با آیین بودایی و مسیحیت بوده باشد با این حال، شاهنشاهی ساسانی یکی از حامیان مهم زرتشتیگری بود که به واسطه پول و قدرتش، مذهب زرتشتی را زنده نگه داشته بود. سخت‌ترین دوره برای دین زرتشتی تسلط مسلمانان عرب بر شاهنشاهی ساسانی در طول خلافت امویان و عباسیان بود. سده هشتم و نهم میلادی دوران سریعی برای تغییر دین زرتشتیان بود. در این زمان است که بسیاری از متون فارسی میانه دوباره‌نویسی شدند و در آنها بحث‌های زیادی در محاسن و فواید ازدواج با محارم در کتاب‌های دینی زرتشتی وجود دارد. خویدوده راه حلی عملی برای نگهداری ثروت در میان خانواده و اجتماع بود.

## جدول تنوع کیش‌ها در کشور ساسانی
| دین زرتشتی           | دین زرتشتی            | اَوستا ● آتشکده‌های دوره ساسانی ● اتحاد تاج و آتشگاه ● روایت‌های پهلوی ● شایست نشایست ● فرمان مهرنرسه اهورایی ● دوگانه‌انگاری |
| مهرپرستی             | مهرپرستی              | میترا ● مهرپرستی در دوره ساسانیان ● مهرابه ● مهرپرستی و مسیحیت |
| هندوئیسم             | هندوئیسم              | ساسانیان هند |
| آیین بودایی در ایران | آیین بودایی در ایران  | آتشکده نوبهار ● آیین بودائی در افغانستان |
| یهودیت               | یهودیت                | مردم یهودی در کشور ساسانی |
| مردم مسیحی           | کلیسای یونانی انطاکیه | به از اندیو خسرو ● انتاکیه |
| مردم مسیحی           | گنوسیسم               | آیین مانوی ● آیین مزدک |
| مردم مسیحی           | فلسفه کاتولیک         | فلسفه نوافلاطونی ● فلوطین ● جروم ● امبروس ● اوریجن ● ژوستین ● عهد جدید ● الهیات مسیحی ● پدرشناسی ● آگوستین ● بوئتیوس ● اگناتیوس انطاکی ● ترتولیان ● کوپریانوس |
| مردم مسیحی           | مسیحیان نسطوری        | کلیسای ایرانی ● نسطوری ● کلیسای مشرق ● لخمیان ● نعمان سوم ● شورای افسوس ● پولس ایرانی ● زبور پهلوی |
| مردم مسیحی           | مسیحیان سریانی        | افرایم سوری ● فرهاد (مسیحی) |
| مردم مسیحی           | مسیحیان ارمنی         | نبرد آوارایر ● پیمان‌نامه نوارساک ● موسی خورنی |
| مندائیان             | مندائیان              | گنزا ربّا |
| ایزدی (دین)          | ایزدی (دین)           | ایزدیان ● ملک طاووس |
| آیین مانوی           | آیین مانوی            | مانی ● ارژنگ (نگارنامه) |
| آیین مزدک            | آیین مزدک             | زرتشت خورگان ● مزدک |
| آیین زروانی          | آیین زروانی           | زروان |
| کیومرثیان            | کیومرثیان             | — |
| دین حنیفان           | دین حنیفان            | ابراهیم ● صحف ابراهیم ● سفر یتزیرا ● عهد ابراهیم ● یهودی ● مسیحیت |
| اسطوره‌شناسی عرب      | اسطوره‌شناسی عرب       | بت‌های تدمری ● بت‌های نبطی ● بت‌های صفویین و ثمود و اللحیانیین ● بت‌های عرب‌های شمال الوهیم ● لات ● منات (بت) ● عُزّی ● بعل ● هبل ● مناف ● ود ● ذوالشری ● تألب ● ذوالحلاس ● القوم ● طاغوت ● عوض ● سواع ● یعوق ● نَسْر ● یغوث ● إساف ونائلة ● دوار ● ذو الخلصة ● عائم ● الفلس ● جلسد ● ابغال ● الأقیصر ● المحرق ● ام جاهلیت |